# Grüner Brink
Der Grüne Brink ist ein an der Nordküste Fehmarns gelegenes, 134 ha großes Naturschutzgebiet in Schleswig-Holstein, das bereits seit dem Jahr 1938 unter Schutz gestellt ist. 
Es besteht aus einem 2,5 km langen und bis zu 180 Meter breiten Landstreifen zwischen dem 1872 erbauten Deich und der Ostsee. Der Deichbau wiederum schuf den Grünen Brink erst. Durch veränderte Strömungsverhältnisse bildeten sich Nehrungshaken, die später abgeschlossene, kleine, langsam verlandende Binnenseen schufen. Nur bei starkem Hochwasser fließt jetzt noch salziges Ostseewasser in die kleinen Strandseen.
Der Grüne Brink ist Brutplatz für eine Reihe von seltenen Wasservögeln. Im Laufe eines Jahres werden bis zu 170 Vogelarten gezählt. Östlich schließen sich ein Badestrand und ein beliebtes Kite-Surf-Revier an.